# خوان استيبان غودوي
خوان استيبان غودوي (بالإسبانية: Juan Esteban Godoy) هو لاعب كرة قدم ومدرب كرة قدم باراغواياني، ولد في 5 يناير 1982. لعب مع ديبورتيس أنتوفاغاستا.

## وصلات خارجية
- خوان استيبان غودوي على موقع Soccerway.com (الإنجليزية)